# Speocera xiaoxiaoae
Espèce
Speocera xiaoxiaoae est une espèce d'araignées aranéomorphes de la famille des Ochyroceratidae.

## Distribution
Cette espèce est endémique de Hainan en Chine. Elle se rencontre dans les Wolongshan dans le xian de Tunchang.

## Description
Le mâle holotype mesure 1,08 mm et la femelle paratype 1,09 mm.

## Étymologie
Cette espèce est nommée en l'honneur de Xiao-xiao Wang.

## Publication originale
- Tong, Li, Song, Chen & Li, 2019 : Thirty-two new species of the genus Speocera Berland, 1914 (Araneae: Ochyroceratidae) from China, Madagascar and Southeast Asia. Zoological Systematics, vol. 44, no 1, p. 1-75 (texte intégral).